# Chatham (Massachusetts)
Chatham ist eine Town im Barnstable County und liegt weit im Osten an der Atlantikküste des US‑Bundesstaats Massachusetts. Im Jahr 2020 lebten dort 6594 Einwohner in 7312 Haushalten. (Da in den Vereinigten Staaten auch Ferienwohnungen als Haushalte gezählt werden, ist hier deren Zahl größer als die der Einwohner.)
Benannt wurde sie nach der englischen Stadt Chatham in Kent.

## Geografie
Nach dem United States Census Bureau hat Chatham eine Gesamtfläche von 63,2 km², von denen 41,8 km² Land und 21,4 km² Wasser sind.

### Geografische Lage
Chatham liegt an der Südostspitze, sozusagen am Ellbogen, von Cape Cod, der weit in den Atlantik hineinragenden, fast tausend Quadratkilometer großen, Halbinsel im äußersten Osten des Bundesstaats Massachusetts. Im Osten liegt der offene Atlantische Ozean, im Norden die Cape-Cod-Bucht und im Süden der Nantucket Sound. Die umgebende leicht hügelige und bewaldete Landschaft ist geprägt durch ausgedehnte Strände, Süß- und Salzwasserseen, zahlreiche Flussmündungen und einige Häfen. Mehrere ursprüngliche Süßwasserseen, die durch schmelzendes Gletschereis entstanden, sind aufgrund des steigenden Meeresspiegels zu Salzteichen geworden.
Die Küstendünen und Strände wurden durch jahrtausendelange Erosion von Steilhängen und Materialdrift aus Nord und West gebildet. Im Norden gehört Strong Island zum Stadtgebiet, im Süden sind es Morris Island und Stage Island. Noch weiter südlich liegen North Monomoy Island und South Monomoy Island, zwei sandige Inseln im Nantucket Sound mit Feucht- und Salzwiesen, die zusammen mit Morris Island das Naturschutzgebiet des Monomoy National Wildlife Refuge bilden.

### Nachbargemeinden
Alle Entfernungen sind als Luftlinien zwischen den offiziellen Koordinaten der Orte aus der Volkszählung 2010 angegeben.
- Norden: Orleans, 9,8 km
- Westen: Harwich, 8,6 km

### Stadtgliederung
Es gibt in Chatham drei Villages: Chatham, South Chatham und West Chatham.

### Klima
Die mittlere Durchschnittstemperatur in Chatham liegt zwischen −0,6 °C (31 °F) im Januar und 20,6 °C (69 °F) im Juli. Damit ist der Ort gegenüber dem langjährigen Mittel der USA um etwa 8 Grad kühler. Die Schneefälle zwischen Oktober und Mai liegen mit bis zu zweieinhalb Metern mehr als doppelt so hoch wie die mittlere Schneehöhe in den USA; die tägliche Sonnenscheindauer liegt am unteren Rand des Wertespektrums der USA.

## Geschichte
Im Jahr 1606 traf Samuel de Champlain (1574–1635), französischer Forschungsreisender, Kolonisator und Gründer von Neufrankreich, als erster bekannter Europäer, der Cape Cod erkundete, hier auf die Monomoyicks, einen zu den Nauset gehörenden Indianerstamm mit etwa fünfhundert Angehörigen. Er beschrieb und kartierte Topografie sowie Flora und Fauna. Die ersten englischen Kolonisten kamen 1656 und William Nickerson erwarb hier als Erster Land, das er von Sachem Mattaquason von den Monomoyicks kaufte.
Im Jahr 1696, als hier knapp zwanzig Familien lebten, bekam die Siedlung den Namen Constablewick, war aber bekannter unter der alten Bezeichnung Monamoy. Die Einwohnerzahl wuchs in den nächsten Jahrzehnten langsam auf etwa fünfzig Familien, während in gleichem Maße die indigene Bevölkerung schrumpfte. Am 11. Juni 1712 wurde offiziell die Stadt Chatham gegründet.
Die nächsten hundert Jahre waren mühsam und entbehrungsreich, denn  Chatham liegt alles andere als zentral und ist umgeben von offenem Ozean. Damals war es nur über einen einfachen Weg an das gut zwanzig Kilometer westlich liegende Yarmouth und darüber an die „Zivilisation“ angebunden. Die Landwirtschaft brachte wenig Ertrag und die Fischerei, die Hauptstütze der frühen Wirtschaft, wurde oft von Kriegsschiffen gestört, zuerst von französischen, später von britischen. Dazu kam 1760 eine Pockenepidemie. Die Volkszählung von 1765 listete nur 678 Personen auf, die in 105 Familien lebten.
Erst nach dem Unabhängigkeitskrieg (1775–1783) besserte sich die Situation und die Bevölkerung wuchs wieder. Neugegründete Industriebetriebe, wie Fischereien, Werften und Salinen, erweckten die Wirtschaft zum Leben. Auch Landwirtschaft und Walfang florierten. Im Jahr 1830, während des Höhepunkts der Salzproduktion, betrug die Bevölkerungszahl 2130, und erreichte 1860 mit 2710 einen vorläufigen Höhepunkt.
Der Amerikanische Bürgerkrieg (1861–1865) brachte den nächsten Rückschlag und die Bevölkerung schrumpfte auf 1300 Menschen. Der Aufschwung kam im späten 19. Jahrhundert zurück. Zwei neue Schulen wurden gebaut und die erste öffentliche Bibliothek wurde 1875 in South Chatham gegründet. Die Gegend entwickelte sich zu einem beliebten Ausflugs- und Erholungsziel für wohlhabende Touristen, insbesondere nach dem Bau einer Eisenbahnlinie aus Harwich im Jahr 1887. Die Seenotrettungsstation wurde eröffnet. Es gab eine lokale Zeitung und Chatham wurde an das Telegrafie- und etwas später an das Telefonienetz angeschlossen.
Im Jahr 1914 errichtete der italienische Radiopionier Guglielmo Marconi (1874–1937) hier aufgrund der exponierten geographischen Lage eine wichtige Küstenfunkstation, die spätere Marconi–RCA Wireless Receiving Station (deutsch Marconi-RCA-Funkempfangsstation). Sie steht heute als Chatham Marconi Maritime Center Besuchern als Museum offen.
Ein Flugplatz wurde 1930 gebaut, der Chatham Municipal Airport, und auch die Straßenanbindung wurde deutlich verbessert. Die Bahnstrecke Harwich–Chatham wurde durch die New York, New Haven and Hartford Railroad hingegen 1937 stillgelegt. 1950 hatte Chatham 2457 Einwohner; eine Zahl, die sich während des Sommers durch Besucher mehr als verdoppelte. Nach dem Zweiten Weltkrieg wuchs Chatham schnell weiter und entwickelte sich immer mehr zum Touristenziel und Alterswohnsitz. Es ist inzwischen zu einem beliebten Ort für Ruheständler geworden und profitiert nun von seiner abgelegenen Lage und der spektakulären Küstenlandschaft. Pro Jahrzehnt werden rund tausend Häuser neu errichtet, viele davon als Zweitwohnungen. Chatham hat inzwischen mehr als sechstausend Einwohner, dazu kommen in der Hochsaison mehr als zwanzigtausend Besucher.

### Einwohnerentwicklung
| Volkszählungsergebnisse – Town of Brewster, Massachusetts | Volkszählungsergebnisse – Town of Brewster, Massachusetts | Volkszählungsergebnisse – Town of Brewster, Massachusetts | Volkszählungsergebnisse – Town of Brewster, Massachusetts | Volkszählungsergebnisse – Town of Brewster, Massachusetts | Volkszählungsergebnisse – Town of Brewster, Massachusetts | Volkszählungsergebnisse – Town of Brewster, Massachusetts | Volkszählungsergebnisse – Town of Brewster, Massachusetts | Volkszählungsergebnisse – Town of Brewster, Massachusetts | Volkszählungsergebnisse – Town of Brewster, Massachusetts | Volkszählungsergebnisse – Town of Brewster, Massachusetts |
| Jahr                                                      | 1800                                                      | 1810                                                      | 1820                                                      | 1830                                                      | 1840                                                      | 1850                                                      | 1860                                                      | 1870                                                      | 1880                                                      | 1890                                                      |
| --------------------------------------------------------- | --------------------------------------------------------- | --------------------------------------------------------- | --------------------------------------------------------- | --------------------------------------------------------- | --------------------------------------------------------- | --------------------------------------------------------- | --------------------------------------------------------- | --------------------------------------------------------- | --------------------------------------------------------- | --------------------------------------------------------- |
| Einwohner                                                 |                                                           |                                                           |                                                           |                                                           |                                                           | 2439                                                      | 2710                                                      | 2411                                                      | 2250                                                      | 1954                                                      |
| Jahr                                                      | 1900                                                      | 1910                                                      | 1920                                                      | 1930                                                      | 1940                                                      | 1950                                                      | 1960                                                      | 1970                                                      | 1980                                                      | 1990                                                      |
| Einwohner                                                 | 1749                                                      | 1564                                                      | 1737                                                      | 1931                                                      | 2136                                                      | 2457                                                      | 3273                                                      | 4554                                                      | 6071                                                      | 6579                                                      |
| Jahr                                                      | 2000                                                      | 2010                                                      | 2020                                                      | 2030                                                      | 2040                                                      | 2050                                                      | 2060                                                      | 2070                                                      | 2080                                                      | 2090                                                      |
| Einwohner                                                 | 6625                                                      | 6125                                                      | 6594                                                      |                                                           |                                                           |                                                           |                                                           |                                                           |                                                           |                                                           |

## Kultur und Sehenswürdigkeiten

### Museen

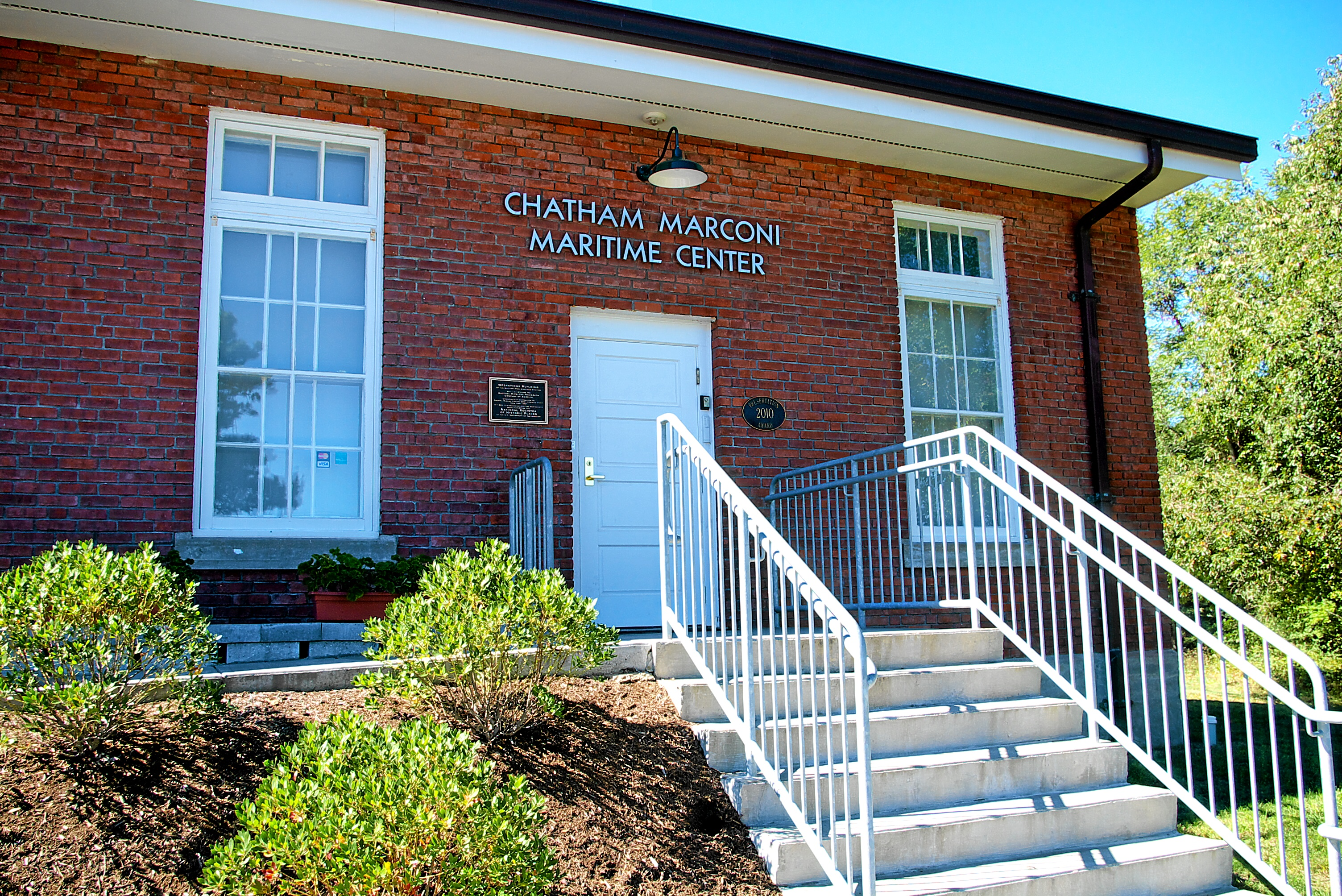
Museum Chatham Marconi Maritime Center

Das Chatham Marconi Maritime Center ist ein Funktechnisches Museum, das dem Andenken an den italienischen Radiopionier Guglielmo Marconi (1874–1937) gewidmet ist, der im Jahr 1914 hier eine wichtige Funkstelle für seine American Marconi Wireless Corporation errichtete.

### Bauwerke

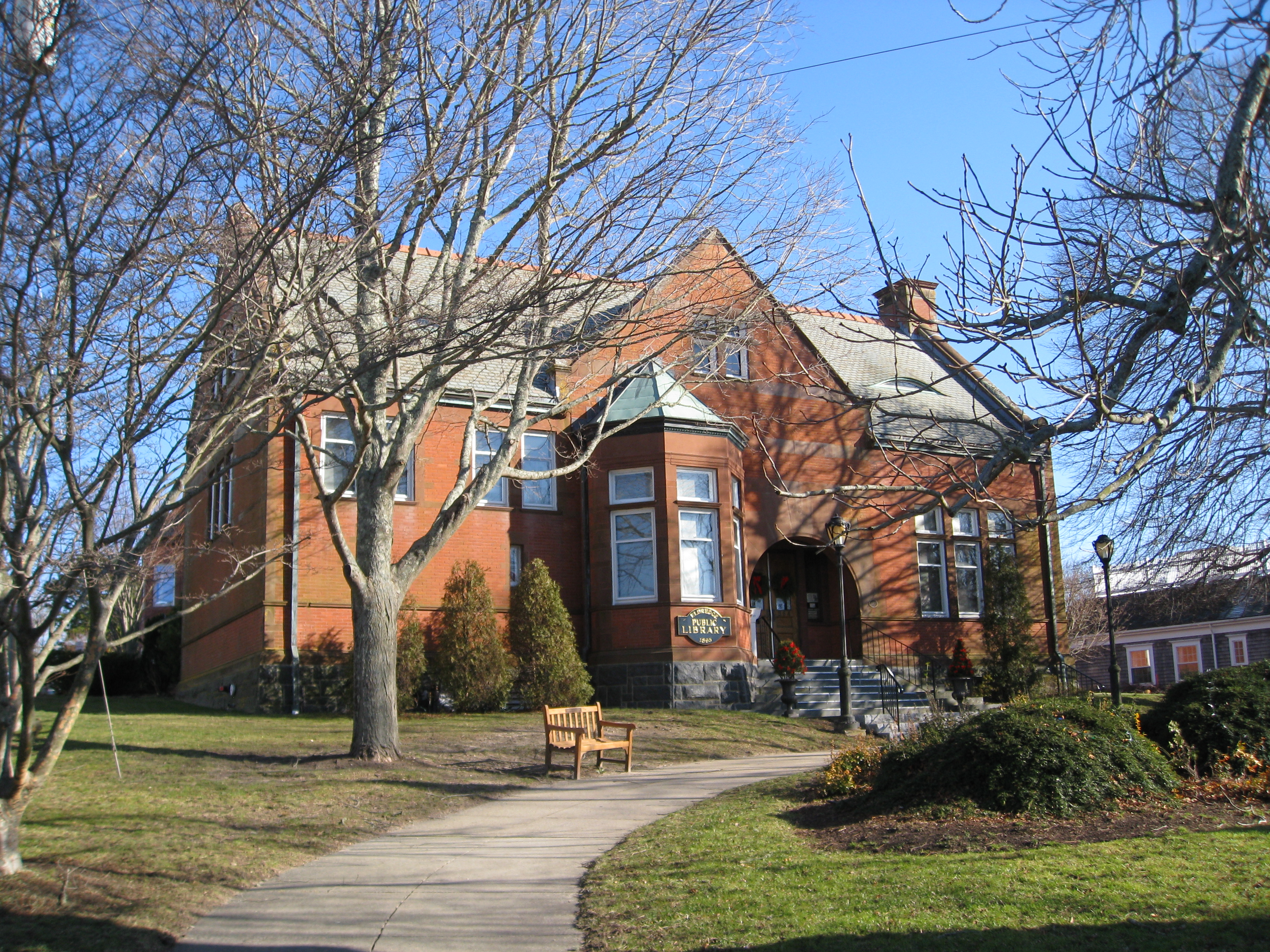
Chatham Library

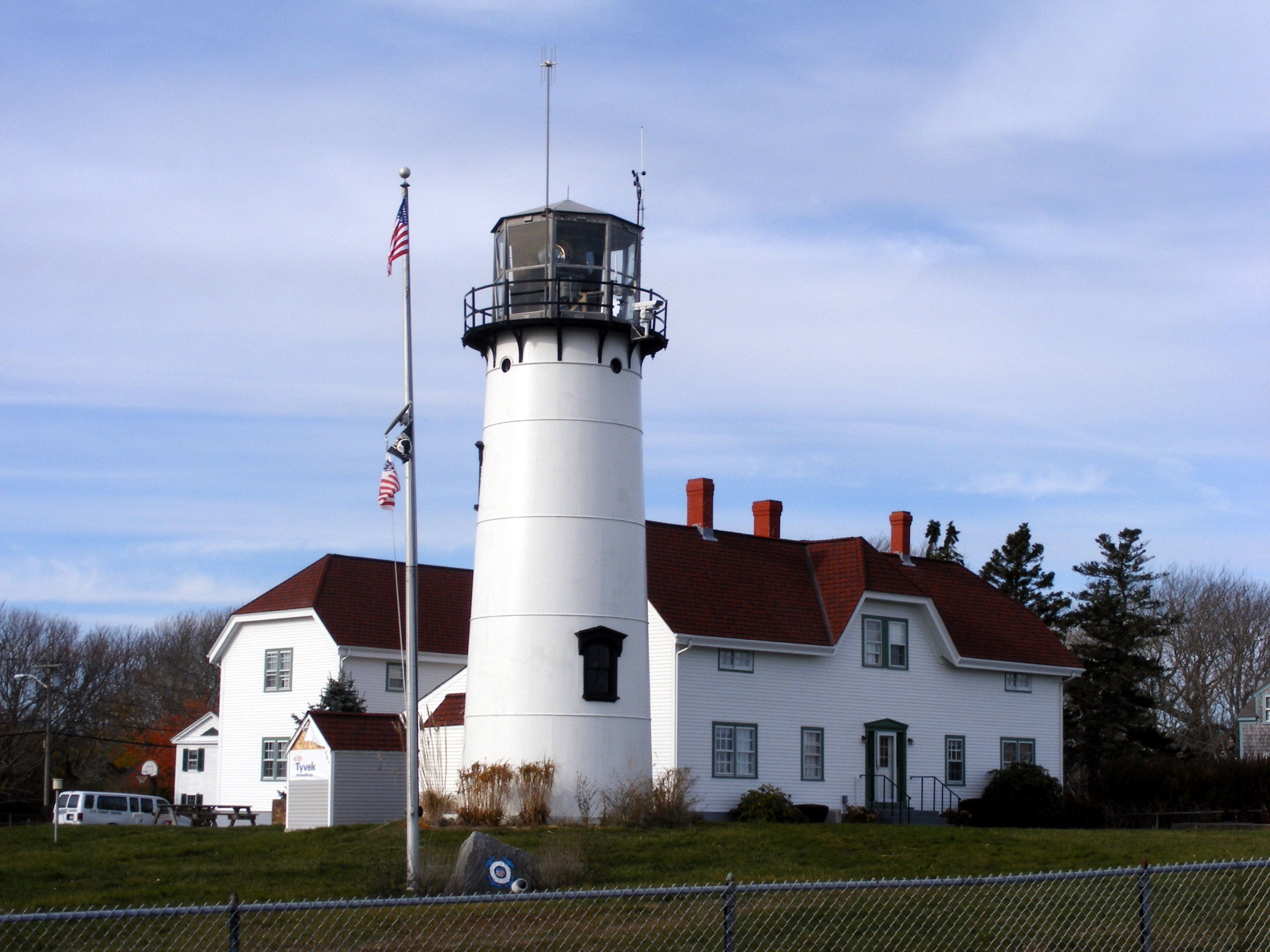
Chatham Lighthouse

In Brewster wurde ein Distrikt und mehrere Bauwerke in die Liste der Einträge im National Register of Historic Places im Barnstable County eingetragen.
- Old Village Historic District, 2001 unter der Register-Nr. 01001406.[10]

- Port Royal House, 1982 unter der Register-Nr. 82004943.[11]
- Monomoy Point Lighthouse, 1979 unter der Register-Nr. 79000324.[12]
- Marconi-RCA Wireless Receiving Station, 1994 unter der Register-Nr. 94000996.[13]
- Mercelia Evelyn Eldridge Kelley House, 2005 unter der Register-Nr. 05000080.[14]
- Half Way House, 1978 unter der Register-Nr. 78000423.[15]
- Eldredge Public Library, 1992 unter der Register-Nr. 92000430.[16]
- Chatham Windmill, 1978 unter der Register-Nr. 78000421.[17]
- Chatham Railroad Depot, 1978 unter der Register-Nr. 78000422.[18]
- Chatham Light Station, 1987 unter der Register-Nr. 87001501.[19]
- Brick Block, 1979 unter der Register-Nr. 79000323.[20]
- Louis Brandeis House, 1972 unter der Register-Nr. 72000148.[21]

### Parks
Der Cape Cod National Seashore ist eine von zwölf US-amerikanischen National Seashores. Sie umfasst 176 km² Teiche, Wald und Strand am Cape Cod.

## Wirtschaft und Infrastruktur

### Verkehr
Die Massachusetts Route 28 verlaufen auch durch den nordöstlichen Teil der Town.
Der Flugplatz Chatham Municipal Airport  wurde 1930 gebaut. Bahnanschluss besitzt Chatham seit 1937 nicht mehr; der nächstgelegene Bahnhof liegt in Hyannis (CapeFLYER).

### Öffentliche Einrichtungen
In Chatham befindet sich eine medizinische Einrichtung. Weitere stehen in Brewster und Harwich zur Verfügung.
Es gibt zwei Büchereien auf dem Gebiet der Town. Die Eldredge Public Library und die South Chatham Public Library.

### Bildung
Chatham gehört mit Harwich zum Monomoy Regional School District.
Es werden folgende Schulen angeboten:
- Chatham Elementary School
- Harwich Elementary School
- Monomoy Regional Middle School
- Monomoy Regional High School

## Persönlichkeiten

### Söhne und Töchter der Stadt
- Todd Eldredge (* 1971), Eiskunstläufer

### Persönlichkeiten, die vor Ort gewirkt haben
- Squanto (1590–1622), multilingualer Patuxet